# Yttre Jungfrun
Yttre Jungfrun är ett skär i Åland (Finland). Det ligger i Ålands hav och i kommunen Lemland i landskapet Åland, i den sydvästra delen av landet. Ön ligger omkring 30 kilometer söder om Mariehamn och omkring 290 kilometer väster om Helsingfors.
Öns area är 1 hektar och dess största längd är 160 meter i nord-sydlig riktning. Trakten är glest befolkad. Det finns inga samhällen i närheten.